# チベット・サポート・ネットワーク・ジャパン
チベット・サポート・ネットワーク・ジャパン（英語: Tibet Support Network Japan、略称: TSNJ）は、チベット支援活動を行っている日本の各種団体からなるネットワーク組織である。

## 概要
「フリー・チベット」（Free Tibet）を目指し、各種団体の情報交換や、イベントの共同開催などを通じてチベット支援を行っている。例として、毎年3月10日の「チベット民族蜂起記念日」にはパレードを開催している。
常任の幹事は存在せず、各参加団体が年度ごとに持ち回りで担当する形式をとっている。

## 参加団体
- アムネスティ日本チベットチーム
- Tibet Support Group KIKUキク
- チベット文化研究会
- ド・ガク・スンジュク（大乗仏教保存財団 Foundation for the Preservation of the Mahayana Traditionの日本支部）
- SFT JAPAN（Students for a Free Tibetの日本支部）
- チベット問題を考える会
- やすらぎ研究所
- 国際チベット人権委員会
- Tibet International Peace Promotion Federation
- 日本チベット友好親善協会 (岡山)
- チベット問題を考える議員連盟
- 自由チベット協議会
- カワチェン
- 文殊師利大乗仏教会
- ポタラ・カレッジ（チベット仏教普及協会）
- ルンタ・プロジェクト日本事務局
- 四方僧伽

### オブザーバー
- ミラレパ基金（活動休止中）
- 波百流
- Linka
- チベットハウス